# De hamer van Thor (De Rode Ridder)
De hamer van Thor is het 45ste stripverhaal uit de reeks van De Rode Ridder. Het is geschreven en getekend door Karel Biddeloo. De eerste albumuitgave was in 1970.

## Het verhaal
Terwijl Parcifal door Merlijn wordt voorbereid op het koningschap trekt de Rode Ridder naar Duitsland op zoek naar de hamer van de dondergod Thor die in handen is van Mogular, een Rijnvisser. Eerst wordt hij belaagd door trollen en Kroda de meester der trollen belooft hem te helpen als hij de magische speerpunt van de trollen terugbrengt. Deze is in handen van een groep amazonen. Wanneer hij een amazone, Hisol, redt van de aanval van een beer komt hij in het amazonekamp terecht. Rinilde, de koningin, geeft Johan en Hisol de speer der trollen mee zodat ze een einde kunnen maken aan de wandaden van Mogular. Tijdens de confrontatie met Mogular wordt Hisol dodelijk getroffen door de hamer maar kan Johan op zijn beurt Mogular doden met de speer. Johan gooit de hamer in de Rijn om te voorkomen dat hij in de verkeerde handen valt en brengt de speer terug naar het gebied van de trollen.